# Ignacio Neira
Ignacio Nicolás Neira Norba (Ciudad de la Costa, 6 de febrero de 1998) es un futbolista uruguayo, centrocampista del Club Atlético Tigre a préstamo desde Rentistas de Uruguay.

## Trayectoria
Formado en las divisiones juveniles de Montevideo Wanderers, debutó en el primer equipo el 4 de septiembre de 2016, disputando el partido de Primera División Profesional ganando 3-1 ante Cerro.
Posteriormente jugó en el Club Atlético Cerro, Montevideo City Torque, Villa Española, Rentistas y La Luz, todos clubes del mismo país.
En 2025 fue cedido al Club Atlético Tigre de la Primera División Argentina.